# Arthur Loveridge
Pour les articles homonymes, voir Loveridge.
Arthur Loveridge est un herpétologiste américain d'origine galloise, né le 28 mai 1891 à Penarth (Vale of Glamorgan) et mort le 16 février 1980 à l’île Sainte-Hélène.

## Biographie
Arthur Loveridge est passionné très tôt par l’histoire naturelle, il décide de devenir conservateur de muséum à l’âge de dix ans. Sa famille l’incite néanmoins à suivre, durant deux ans, une formation commerciale. Après celle-ci, il poursuit ses études à l’université de Cardiff avant d’obtenir un poste au muséum de l’université de Manchester puis au musée national du pays de Galles. Il obtient en 1914 un poste de conservateur au nouveau muséum de Nairobi. La Première Guerre mondiale éclate et il sert durant quatre ans dans l’armée, principalement dans l’Afrique orientale allemande. Il récolte de nombreux spécimens de reptiles et d’amphibiens durant cette période.
Après avoir été en poste après-guerre à Tanganyika, il part aux États-Unis en 1924. Il devient alors conservateur du département des reptiles au Museum of Comparative Zoology, institution qui avait racheté ses collections. Il est considéré comme le père de l'herpétologie de l'Afrique de l'est. Il est l’auteur de près de 200 titres. Sa liste d'espèces de 1957 est encore la seule disponible.
Il réalise, de 1926 à 1949, cinq expéditions dans cette région notamment celle du Smithsonian Institution en Afrique, la Smithsonia-Chrysler African Expedition, en 1926 dans la région de Tanganyika. Bien que principalement spécialiste de l'étude des reptiles et des amphibiens, Loveridge rapporte également 809 peaux d'oiseaux représentant 246 espèces. Il s’intéresse également à la faune d’Australie et de Nouvelle-Guinée.

## Liste partielle des publications
- 1929 : East African reptiles and amphibians in the United States National museum.
- 1945 : Reptiles of the Pacific world (réédité en 1946 et réimprimé en 1957).
- 1947 : Revision of the African lizards of the family Gekkondiae. Bulletin of the Mus. Comp. Zool, Harvard, 98 : 1-469.
- 1953 : I drank the Zambezi.

## Source
- Kraig Adler (1989). Contributions to the History of Herpetology, Society for the study of amphibians and reptiles : 202 p.  (ISBN 0-916984-19-2)